# Kim Seon-ho
 (décembre 2020).
Le contenu est difficilement compréhensible vu les erreurs de traduction, qui sont peut-être dues à l'utilisation d'un logiciel de traduction automatique.
 (août 2021).
La mise en forme du texte ne suit pas les recommandations de Wikipédia : il faut le « wikifier ».
Les points d'amélioration suivants sont les cas les plus fréquents. Le détail des points à revoir est peut-être précisé sur la page de discussion.
- Les titres sont pré-formatés par le logiciel. Ils ne sont ni en capitales, ni en gras.
- Le texte ne doit pas être écrit en capitales (les noms de famille non plus), ni en gras, ni en italique, ni en « petit »…
- Le gras n'est utilisé que pour surligner le titre de l'article dans l'introduction, une seule fois.
- L'italique est rarement utilisé : mots en langue étrangère, titres d'œuvres, noms de bateaux, etc.
- Les citations ne sont pas en italique mais en corps de texte normal. Elles sont entourées par des guillemets français : « et ».
- Les listes à puces sont à éviter, des paragraphes rédigés étant largement préférés. Les tableaux sont à réserver à la présentation de données structurées (résultats, etc.).
- Les appels de note de bas de page (petits chiffres en exposant, introduits par l'outil «  Source ») sont à placer entre la fin de phrase et le point final[comme ça].
- Les liens internes (vers d'autres articles de Wikipédia) sont à choisir avec parcimonie. Créez des liens vers des articles approfondissant le sujet. Les termes génériques sans rapport avec le sujet sont à éviter, ainsi que les répétitions de liens vers un même terme.
- Les liens externes sont à placer uniquement dans une section « Liens externes », à la fin de l'article. Ces liens sont à choisir avec parcimonie suivant les règles définies. Si un lien sert de source à l'article, son insertion dans le texte est à faire par les notes de bas de page.
- La présentation des références doit suivre les conventions bibliographiques. Il est recommandé d'utiliser les modèles {{Ouvrage}}, {{Chapitre}}, {{Article}}, {{Lien web}} et/ou {{Bibliographie}}. Le mode d'édition visuel peut mettre en forme automatiquement les références.
- Insérer une infobox (cadre d'informations à droite) n'est pas obligatoire pour parachever la mise en page.

Pour une aide détaillée, merci de consulter Aide:Wikification.
Si vous pensez que ces points ont été résolus, vous pouvez retirer ce bandeau et améliorer la mise en forme d'un autre article.
Dans ce nom coréen, le nom de famille, Kim, précède le nom personnel.
김선호
Kim Seon-ho (en coréen : 김선호), né le 8 mai 1986 à Séoul, est un acteur sud-coréen. Il commence sa carrière au théâtre et apparait dans de nombreuses pièces avant de faire ses débuts à l'écran en 2017 avec Good Manager . Il est reconnu pour avoir joué dans des drama télévisées, notamment Two Cops (2017-2018), 100 Days My Prince (2018), Welcome to Waikiki 2 (2019) et Start-Up (2020). En 2021, il devient l'acteur principal de Hometown Cha-Cha-Cha qui atteint des chiffres d'audience élevés.
Le 5 novembre 2019, il devient un membre permanent du casting de la quatrième saison de l'émission de variétés 2 Days & 1 Night.

## Carrière
Kim Seon-ho rejoint un groupe de théâtre lorsqu'il est étudiant à l'Institut des Arts de Séoul (où il s'est spécialisé en radiodiffusion) et fait ses débuts sur scène dans la pièce New Boeing Boeing en 2009,.
Il fait ses débuts à l'écran, début 2017, dans un second rôle du drame KBS2 Good Manager, après avoir été recommandé par le réalisateur Lee Eun-jin, qui a vu sa performance de 2016 dans la pièce Closer,. Ayant initialement auditionné pour un rôle mineur dans Strongest Deliveryman, Kim Seon-ho obtient le rôle principal dans le drama plus tard cette année-là en jouant un chaebol. Il est couronné en 2017 en jouant dans la comédie d'action Two Cops face à Jo Jung-suk, qui lui vaut deux prix aux MBC Drama Awards 2017. En mars 2018, Kim a été choisie pour jouer le rôle principal masculin dans le drame spécial MBC You Drive Me Crazy. Il joue ensuite dans le drame historique 100 Days My Prince, qui est devenu l'un des drames les mieux notés de l'histoire de la télévision par câble coréenne.
En 2019, Kim joue le rôle d'un chanteur en herbe dans la comédie JTBC Welcome to Waikiki 2. La même année, il joue dans le tvN crime de police drama Catch Ghost face à l'actrice confirmée lune Geun-young, dans son premier rôle de premier plan dans un drama de longue durée. Le 5 novembre, Kim a été confirmée comme un membre fixe de la distribution dans la quatrième saison de la longue émission de télé-réalité KBS2 2 Days & 1 Night. En 2020, Kim est apparu dans le drame tvN Start-Up. Sa représentation de Han Ji-pyeong, un investisseur pointu avec un passé tragique, est bien accueillie par les téléspectateurs et il connaît une montée en popularité au niveau national et international. Au début de l'année 2021, la série Hometown Cha-Cha-Cha qui est aussi sortie sur Netflix  enregistré de fortes audiences. Dans la série, Kim Seon-ho joue le rôle de Hong Doo-shik, plus connu sous le nom de "M. Hong", un jeune homme qui n'a pas d'emploi officiel mais travaille dans divers domaines.
Grâce à la grande popularité dont il a bénéficié ces dernières années, il est l'égérie de différentes marques.

## Filmographie

### Séries télévisées
| Année(s)  | Titre                          | Réseau  | Rôle           | Notes              |
| --------- | ------------------------------ | ------- | -------------- | ------------------ |
| 2017      | Bon gestionnaire               | KBS2    | Sun Sang-tae   |                    |
| 2017      | Livreur le plus fort           | KBS2    | Oh Jin-kyu     |                    |
| 2017-2018 | Deux flics                     | MBC     | Gong Soo-chang |                    |
| 2018      | Tu me rends fou                | MBC     | Kim Rae-wan    | Drama Special      |
| 2018      | Votre aide domestique          | KBS2    | Yong-joon      | Cameo (Episode 2)  |
| 2018      | 100 jours mon prince           | tvN     | Jong Jae-yoon  |                    |
| 2018      | Sentez-vous bien de mourir     | KBS2    | Kim Min-hyuk   | Cameo (Episode 4)  |
| 2019      | Bienvenue à Waikiki 2          | JTBC    | Cha Woo-sik    |                    |
| 2019      | Attrapez le fantôme            | tvN     | Go Ji-seok     |                    |
| 2020      | Trouvez-moi dans votre mémoire | MBC     | Seo Gwang-jin  | Cameo (Episode 1)  |
| 2020      | Start-up                       | tvN     | Han Ji-pyeong  |                    |
| 2021      | Run On                         | JTBC    | Kim Sang-ho    | Cameo (Episode 16) |
| 2021      | Hometown Cha-Cha-Cha           | tvN     | Hong Du-sik    |                    |
| 2025      | Can This Love Be Translated?   | Netflix | Ju Ho-jin      | Rôle principal     |

- prévu pour 2025 : La vie portera ses fruits (폭싹 속았수다)

### Télé-réalité
| Année(s)  | Titre              | Réseau | Notes                                  |
| --------- | ------------------ | ------ | -------------------------------------- |
| 2019-2021 | 2 Days & 1 Night   | KBS2   | Casting principal                      |
| 2020      | MBC Gayo Daejejeon | MBC    | Host (avec Im Yoon-ah & Jang Sung-kyu) |

### Clip musical
| Année | Titre                           | Artiste(s)      |
| ----- | ------------------------------- | --------------- |
| 2020  | "Sleepless" (Vocal by Younha)   | Epitone Project |
| 2021  | "Reason" (Vocal by Kim Seon-ho) | Epitone Project |

## Théâtre
| Année(s)  | Titre                                            | Rôle                      | Lieu                                         |
| --------- | ------------------------------------------------ | ------------------------- | -------------------------------------------- |
| 2009      | Nouveau Boeing Boeing                            | Sung-ki                   | Daehakro Doore Hall 3                        |
| 2010      | Chat sur le toit                                 | Lee Kyung-min             | Daehakro Tintin Hall                         |
| 2012      | Sherlock                                         | Dr. Watson                | Sunset Small Theater                         |
| 2013-2014 | Des choses que je n'ai pas pu dire pendant 7 ans | In-ho                     | Daehakro Moonlight Theater                   |
| 2013-2014 | Nouveau Boeing Boeing                            | Sung-ki                   | Megapolis Art Hall                           |
| 2014-2016 | Rooftop House Cat                                | Lee Kyung-min             | Daehakro Tintin Hall                         |
| 2015      | But de l'amour                                   | Choi Ji-sung              | A Art Hall                                   |
| 2015      | L'Ouest, le vrai                                 | Austin                    | A Art Hall                                   |
| 2015      | How! Spectacle de magazine de style              |                           | Jangcheon Hall, Gwanglim Art Center          |
| 2015-2016 | Baiser de la femme araignée                      | Valentin                  | A Art Hall                                   |
| 2015-2016 | Chat sur le toit                                 | Lee Kyung-min             | A Art Hall                                   |
| 2016      | Presque, Maine                                   | East, Lendall, Chad, Dave | Sangmyung Art Hall 1                         |
| 2016      | True West revient                                | Austin                    | Yegreen Theater                              |
| 2016      | Plus proche                                      | Dan                       | Yegreen Theater                              |
| 2016      | Voix du millénaire                               | Hyung-seok                | Dongsung Art Center Small Theater            |
| 2017-2018 | Baiser de la femme araignée                      | Valentin                  | Art One Theater 2                            |
| 2019-2020 | Souvenir en rêve                                 | Eden                      | Haeoreum Arts Theater                        |
| 2021      | La glace                                         | Détective 2               | Sejong Center S Theater Seongnam Arts Center |

## Discographie
| Année | Album                                                          |
| ----- | -------------------------------------------------------------- |
| 2019  | Bienvenue à Waikiki 2 OST                                      |
| 2021  | "Reason" (너라는 이유) (Epitone Project; Vocal by Kim Seon-ho) |

## Distinctions

### Récompenses
| Année[s] | Prix                              | Catégorie                                                 | Œuvre            |
| -------- | --------------------------------- | --------------------------------------------------------- | ---------------- |
| 2017     | 36e MBC Drama Awards              | Prix d'excellence, acteur dans un drame du lundi au mardi | Deux flics       |
| 2017     | 36e MBC Drama Awards              | Meilleur nouvel acteur                                    | Deux flics       |
| 2017     | 36e MBC Drama Awards              | Meilleur personnage de bande dessinée                     | Deux flics       |
| 2017     | 31e KBS Drama Awards              | Meilleur nouvel acteur                                    | Bon gestionnaire |
| 2020     | 5e Asia Artist Awards 2020        | Prix de popularité (acteur)                               |                  |
| 2020     | 5e Asia Artist Awards 2020        | Prix de la meilleure émotion (acteur)                     |                  |
| 2020     | 15e Festival de mannequins d'Asie | Prix de l'étoile modèle                                   |                  |
| 2020     | KBS Entertainment Awards          | Rookie Award – Show/Variety Category                      |                  |
| 2021     | Brand Customer Loyalty Awards     | Icône de tendance - Acteur                                |                  |
| 2021     | Brand Customer Loyalty Awards     | Multitainer masculin                                      |                  |
| 2021     | Korea Broadcasting Awards         | Prix de la popularité - Amuseur                           | 2 Days & 1 Night |
| 2021     | Seoul International Drama Awards  | Personnage de l'année                                     | Start-Up         |
| 2021     | Baeksang Arts Awards              | Meilleur second rôle masculin - Télévision                | Start-Up         |
| 2021     | Baeksang Arts Awards              | Acteur le plus populaire                                  |                  |